# Gornjenavareški dijalekt
Gornjenavareški dijalekt (ponekad se naziva visokonavareški) je dijalekt baskijskog jezika koji se govori većinom u Navari (baskijski: Nafarroa ili Nafarroa Garaia), autonomnoj zajednice u Španjolske, kako je utvrđeno od strane jezikoslovca Louisa Luciena Bonapartea je u njegovoj poznatoj karti iz 1869. On je zapravo razlikovao dva dijalekta: južni (područje Pamplone i juga) i sjeverni. Međutim, južni je izumro početkom 20. stoljeća. 
Gornjonavareški i istočnonavareški nisu bliže jedni drugima nego što su to gipuskoanski.